# Андріасян Гайк Аршакович
Гайк Аршакович Андріасян (нар. 18 квітня 1914, Баку, Російська імперія — пом. 4 березня 1971, Єреван, Вірменська РСР) — радянський футболіст нападник, згодом — футбольний тренер.

## Кар'єра гравця
Андріасян розпочав професійну кар'єру з «Динамо» (Баку), в складі якого провів чотири роки. У 1933 році він перейшов в інший бакинський клуб, «Локомотив», за який грав протягом п'яти сезонів. Потім Андріасян перейшов до складу московського «Локомотива», з яким дебютував у вищій лізі СРСР. У 1937 році разом з «залізничниками» він зіграв проти збірної Басконії в рамках турне останньої по СРСР. Його команда була розгромлена гостями з рахунком 5:1. У 1939 році Андріасян перейшов у «Спартак» (Єреван), де грав аж до початку Німецько-радянської війни. Після завершення війни він приєднався до «Динамо» (Єреван), де грав до завершення кар'єри. В останні роки Андріасян був капітаном команди, а саме «Динамо» піднялося до вищої ліги СРСР.

## Кар'єра тренера
В останньому сезоні (1949) в єреванському «Динамо» Андріасян був граючим тренером. Але несподівано в середині чемпіонату (10.06.1949) його усунули від тренерської посади і запросили Бориса Апухтіна. Гравці були проти, так як вважали Гайка відмінним фахівцем, який добре розбирається не тільки в тактиці футболу, але й у вірменській психології. Клубні чиновники не прислухалися до думки футболістів, про що в подальшому, за їх визнанням, пошкодували. Подальші зміни тренерів згубно позначилися на команді, і наступного року вона покинула вищий дивізіон СРСР. У 1952 році Андріасян попросили повернутися в клуб, але довго він там не протримався.
У 1954 році він тренував єреванський «Спартак», потім з червня 1955 по жовтень 1956 року було біля керма одеського «Харчовика», після чого знову повернувся до Єревану і в 1957 році був старшим тренером місцевого «Спартака». Після річної перерви знову повернувся до тренерської роботи. Гайк Андріасян був старшим тренером команд «Ширак» (Ленінакан) — 1959/60, 1965/66, 1969, «Лернагорц» (Кафан) — 1964, «Севан» (Октемберян) — 1967/68 роки. Короткий час (з січня по липень 1961 г.) тренував вищоліговий (тоді першої групи класу «А») «Спартак» (Єреван). 15 серпня 1962 був призначений старшим тренером вінницького «Локомотива», де також пропрацював недовго. У тому ж році він був удостоєний звання Заслуженого тренера Вірменської РСР. Завершив тренерську кар'єру наприкінці 1969 року.

## Поза футболом
Племінник Гайка, Аркадій Андріасян, також був футболістом і тренером. У 1972 році зі збірною СРСР він завоював бронзу на Олімпійських іграх, наступного року в складі «Арарату» став чемпіоном і володарем Кубка СРСР, а в 1976 році, виступаючи за «Арарат», став найкращим бомбардиром чемпіонату СРСР (весна).
Гайк Андріасян помер в 1971 році в Єревані.

## Досягнення

### Як гравця
Динамо (Єреван)
- Чемпіонат Вірменської РСР
  -  Чемпіон (1): 1936

### Як тренера
- Заслужений тренер Вірменської РСР (1962)